# Defectamerus insularis
Defectamerus insularis is een mijtensoort uit de familie van de Platyameridae. De wetenschappelijke naam van de soort is voor het eerst geldig gepubliceerd in 2006 door Aoki.